# Station Trzciniec Zgorzelecki
Station Trzciniec Zgorzelecki was een spoorwegstation in de Poolse plaats Bogatynia.